# Mimí Panayotti
Mimí Násthas Butto de Panayotti (La Lima; 1938-San Pedro Sula; 31 de marzo de 2023), más conocida como Mimí Panayotti, fue una escritora, periodista y teóloga hondureña.

## Biografía
Sus padres eran inmigrantes que se instalaron en La Lima, donde la Tela Railroad Company les ofreció una oportunidad de trabajo. Cursó sus estudios primarios en la Escuela Esteban Guardiola de La Lima. Tiempo después se trasladó a Tegucigalpa para continuar sus estudios secundarios.
Años más tarde, ella y su familia se trasladaron a La Ceiba, donde conoció a Juan Panayotti, con quien se casó. Vivió con su esposo en La Ceiba, donde cobraba a los deudores de la empresa de su esposo (ahora conocida como Industrias Panavisión). Se trasladó a San Pedro Sula cuando su esposo y su cuñado montaron en esa ciudad una fábrica de rótulos.
En 1980, se unió a la Misión de Caridad Madre Teresa y obtuvo en diplomado en Teología.
En 1985, se graduó de licenciada en Ciencias de la Comunicación por la Universidad de San Pedro Sula.
Fue columnista del diario La Prensa desde 1983.

## Obras
- 2005,  Con el gozo de servirte
- 2012,  ¿Cómo será usted recordado? [5]
- 2014,  Billetes bancarios de Honduras 1850-1950 [6]
- 2018,  Un poco de mí
- 2018,  Confieso que lo disfruté [7][8]